# بخش میتسینجو
بخش میتسینجو (به لاتین: Mitsinjo District) یک منطقهٔ مسکونی در ماداگاسکار است که در بوئنی واقع شده‌است. بخش میتسینجو ۵٬۸۹۴ کیلومتر مربع مساحت و ۵۳٬۴۰۵ نفر جمعیت دارد.